# Sibylle Bergová

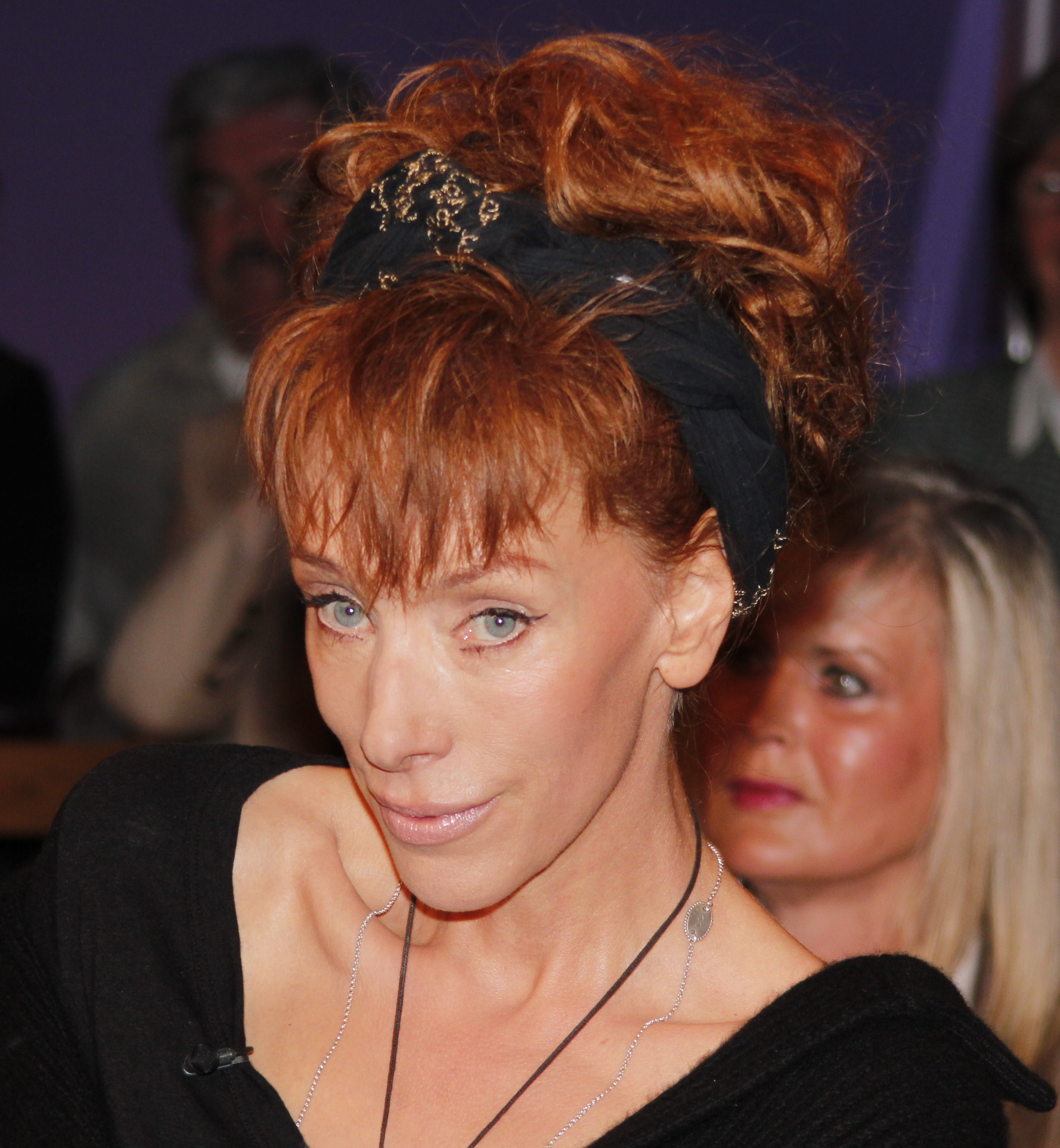
Sibylle Bergová

Sibylle Bergová (* 2. června 1962 ve Výmaru) je německá spisovatelka.

## Život
Sibylle Bergová se v mládí vyučila loutkářkou a pracovala v Naumburgu v divadle. Roku 1984 dostala povolení k vycestování a emigrovala do západního Německa, kde vykonávala podružná zaměstnání a začala psát. Se svými prvními knihami byla nespokojená a teprve román Několik lidí hledá štěstí a usmějou se k smrti (Ein paar Leute suchen das Glück und lachen sich tot) nabídla nakladatelstvím. Po asi 50 odmítnutích román vyšel roku 1997 v nakladatelství Reclam v Lipsku a prodaly se ho statisíce. Bergová jej také dramatizovala pro divadlo.
Je autorkou deseti románů a dvanácti divadelních her. Svými fejetony a reportážemi přispívá do časopisů Spiegel Online, Zeit či Neue Zürcher Zeitung. Do češtiny byly přeloženy její divadelní hry Helgův život, Nadčlověk Macek, Už to bude. Odnaučte se milovat! a román Muž spí.

## Osobní život
V roce 1992 měla vážnou autonehodu, po které prodělala několik plastických operací obličeje. Sibylle Bergová je vdaná, od roku 1996 žije v Curychu. V roce 2012 získala švýcarské občanství.

## Dílo

### Romány
- Ein paar Leute suchen das Glück und lachen sich tot (1997)
- Sex II (1998)
- Amerika (1999)
- Gold (2000, přepr. 2002)
- Das Unerfreuliche zuerst (2001)
- Ende gut (2004)
- Habe ich dir eigentlich schon erzählt... – Ein Märchen für alle (2006)
- Die Fahrt (2007)
- Muž spí (Der Mann schläft, 2009)
  - Muž spí, Větrné mlýny, Brno 2013, přel. Tereza Semotamová)
- Vielen Dank für das Leben (2012)
- Wie halte ich das nur alles aus? Fragen Sie Frau Sibylle (2013)
- Der Tag, als meine Frau einen Mann fand (2015)

### Divadelní hry
- Ein paar Leute suchen das Glück und lachen sich tot (1999)
- Helges Leben (2000) (přeloženo do češtiny)
- Hund, Frau, Mann (2001)
- Herr Mautz (2002) (přeloženo do češtiny)
- Schau da geht die Sonne unter (2003)
- Das wird schon. Nie mehr Lieben! (2004) (přeloženo do češtiny)
- Wünsch dir was. Ein Musical (2006)
- Hongkong Airport 23.45 (rozhlasová hra) (2007)
- Von denen, die überleben (2008)
- Die goldenen letzten Jahre (2009)
- Nur Nachts (2010)
- Hauptsache Arbeit! (2010)
- Missionen der Schönheit (2010)
- Lasst euch überraschen! Ein Weihnachtsstück (2010)
- Die Damen warten (2012)
- Es sagt mir nichts, das sogenannte Draußen (2013)
- Viel gut essen (2014)
- Und jetzt die Welt (2015)
- Und dann kam Mirna (2015, č. A pak přišla Mirna, přel. Helena Eliášová), česká premiéra: 3.2.2017, Divadlo Letí, režie: Adam Svozil
- How to Sell a Murder House. Ein getanztes Immobilienportfolio (2015)